# Detomidine
Detomidine là một dẫn xuất imidazole và chất chủ vận α2 -adrenergic,   được sử dụng như một thuốc an thần động vật lớn, chủ yếu được sử dụng trên ngựa. Nó thường có sẵn dưới dạng muối detomidine hydroclorua. Nó là một loại thuốc theo toa có sẵn cho bác sĩ thú y được bán dưới tên thương mại Dormosesan.
Hiện tại, Detomidine chỉ được cấp phép sử dụng cho ngựa.

## Tính chất
Detomidine là thuốc an thần có đặc tính giảm đau. Các chất chủ vận α2-adrenergic tạo ra tác dụng an thần và giảm đau phụ thuộc vào liều, được điều hòa bằng cách kích hoạt thụ thể catecholamine của α2, do đó tạo ra đáp ứng điều hòa ngược âm tính, làm giảm sản xuất các chất dẫn truyền thần kinh kích thích. Do sự ức chế của hệ thống thần kinh giao cảm, detomidine cũng có tác dụng về tim và hô hấp và tác dụng chống tiết niệu.

## Tác dụng
Một sự thờ ơ sâu sắc và hạ thấp đặc trưng của đầu với giảm độ nhạy cảm với các kích thích môi trường (âm thanh, đau, vv) được nhìn thấy với detomidine. Một thời gian ngắn của sự phối hợp giảm đi đặc trưng theo sau là bất động và một lập trường vững chắc với chân trước lan rộng. Sau khi dùng thuốc, huyết áp tăng ban đầu, sau đó là nhịp tim chậm và block nhĩ-thất độ hai (đây không phải là bệnh lý ở ngựa). Ngựa thường đổ mồ hôi quá mức, đặc biệt là ở sườn và cổ. Các tác dụng phụ khác được báo cáo bao gồm cương cứng pilo (dựng tóc đứng), mất điều hòa, chảy nước miếng, run cơ nhẹ và (hiếm khi) tăng sinh dương vật.

## Công dụng
Thuốc an thần và tiền mê gây mê ở ngựa và các động vật lớn khác, thường được kết hợp với butoranol để tăng giảm đau và độ sâu của thuốc an thần. Kết hợp với ketamine, nó cũng có thể được sử dụng để gây mê tĩnh mạch trong thời gian ngắn.
Thuốc thường được dùng theo đường tiêm tĩnh mạch, và nhanh nhất và hiệu quả nhất khi tiêm tĩnh mạch. Tuy nhiên, ở động vật hồi phục, Detomidine có thể được dùng theo đường tiêm bắp hoặc ngậm dưới lưỡi. Phạm vi liều được các nhà sản xuất khuyên dùng là 20–40 µg/ kg tiêm tĩnh mạch để an thần vừa phải, nhưng liều này có thể cần phải cao hơn nếu tiêm bắp.
Khi được tiêm tĩnh mạch, Detomidine thường có hiệu lực trong 2-5 phút và quá trình phục hồi đã hoàn tất trong vòng 30 phút 60 phút. Tuy nhiên, điều này phụ thuộc nhiều vào liều lượng, môi trường và từng động vật; một số ngựa có khả năng kháng thuốc an thần cao.

## Cảnh báo
Vì detomidine là một tác nhân gây rối loạn nhịp tim, cần hết sức cẩn thận ở những con ngựa mắc bệnh tim mạch và sử dụng đồng thời các thuốc điều trị rối loạn nhịp tim khác. Việc sử dụng đồng thời các kháng sinh sulfonamid mạnh được coi là đặc biệt nguy hiểm.
Detomidine là một tiền đề kém khi sử dụng ketamine làm thuốc gây mê ở ngựa.
Việc phục hồi thuốc mê ở những con ngựa đã nhận được ketamine sau khi dùng thuốc khử độc thường rất dữ dội với con ngựa có nhiều thất bại khi đứng trước chấn thương. Xylazine là một tiền đề ưu việt với ketamine dẫn đến sự phục hồi an toàn hơn.